# Copidozoum exiguum
Copidozoum exiguum is een mosdiertjessoort uit de familie van de Calloporidae. De wetenschappelijke naam van de soort is, als Callopora exigua, voor het eerst geldig gepubliceerd in 1920 door Barroso.